# Ida Njåtun
Ida Njåtun (ur. 6 lutego 1991 w Bærum) – norweska panczenistka, brązowa medalistka mistrzostw świata.

## Kariera
Pierwszy sukces w karierze Ida Njåtun osiągnęła 19 listopada 2010 roku, zajmując drugie miejsce w biegu na 1500 m podczas zawodów Pucharu Świata w Berlinie. W zawodach tych rozdzieliła na podium Kanadyjkę Christine Nesbitt oraz Ireen Wüst z Holandii. W klasyfikacji końcowej najlepszy wynik osiągnęła w sezonie 2010/2011, kiedy była siódma w klasyfikacji 1500 m. Jej najlepszym wynikiem na mistrzostwach świata jest brązowy medal wywalczony podczas wielobojowych mistrzostw świata w Calgary w 2015 roku. W poszczególnych biegach była tam szósta na 500 m, ósma na 1500 m, pierwsza na 3000 m oraz czwarta na dystansie 5000 m. Zajęła ponadto piąte miejsce w biegu drużynowym na rozgrywanych w 2011 roku mistrzostwach świata na dystansach w Inzell. W 2014 roku wystąpiła na igrzyskach olimpijskich w Soczi, zajmując między innymi szóste miejsce w biegu na 3000 m oraz siódme w biegu drużynowym.